# 仙溪镇 (安化县)
仙溪镇，是中华人民共和国湖南省益阳市安化县下辖的一个乡镇级行政单位。

## 行政区划
仙溪镇下辖以下地区：
仙溪社区、仙溪村、仙中村、大桥村、圳上村、山漳村、九渡水村、三星村、芙蓉村、大溪村、山口村、圳中村、仙峰村、河东村、三丰村、岐山村、富兴村、龙丰村、泉江村、华天村、双富村、鑫都村、伊溪村、宏富村、沿峰村和九龙村。